# Liste der Bischöfe von Hvar
Die folgenden Personen waren Bischöfe von Hvar bzw. Lesina (Kroatien): 
- Martin I. Manzavini (1145–1175)
- Lukar Čiklin (1175–1177)
- Martin I. Manzavini (1177–1184)
- Nikola I. Manzavini (1184–1198)
- Miha (Mihovil I.) Picijev (1198–1228)
- Nikola II. (1230–1260)
- Dobronja (1260–1280)
- Šimun (1281–1289)
- Dujam I. (1289–1304)
- Gabrijel (1308–1312)
- Grgur De Madiis (1313–1323)
- Stjepan I. (1323–1326)
- Luka I. (1328–1337)
- Ivan I. (1341–1348)
- Stjepan II. Ciga (1348–1384)
- Benevent (1385–1412)
- Juraj I. (1412–1420)
- Dujam II. Hranković (1421–1422)
- Juraj I. (1423–1428)
- Toma Tomasini (1429–1463)
- Nikola III. de Crucibus (1463–1473)
- Lovro Michaeli (1473–1486)
- Jerolim I. Diedo (1486–1492)
- Bernardin de Fabiis (1492–1510)
- Frane Pritić (1510–1523)
- Ivan II. Krstitelj Kardinal Pallavicini (1523–1524)
- Zaharija I. Trevisani (1524–1537)
- Jerolim II. Argentini (1537–1549)
- Marko Malipiero (1549–1553)
- Zaharija II. Kardinal Delfino (1553–1574)
- Martin II. De Martinis (1574–1581)
- Petar I. Cedulin (1581–1634)
- Nikola IV. Zorzi (1635–1644)
- Vinko Milani (1644–1666)
- Ivan III. de Andreis (1667–1676)
- Jerolim III. Priuli (1676–1692)
- Ivan IV. Toma Rovetta (1693–1704)
- Rajmund Asperti (1704–1722)
- Dominik Nikola Condulmer (1723–1759)
- Cezar Bonajuti (1736–1759)
- Antun Becić (1759–1761)
- Joakim Marija Pontalti (1761–1767)
- Petar II. Riboli (1767–1783)
- Ivan V. Dominik Stratiko (1784–1799)
- Anđeo Petar Galli (1801–1812)
- Ivan VI. Skakoc (1822–1837)
- Filip Dominik Bordini (1839–1865)
- Juraj II. Duboković (1866–1874)
- Andrija Illić (Ilić, Ilijić) (1876–1887)
- Fulgencije Carev (1888–1901)
- Jordan Zaninović (1903–1917)
- Luka II. Papafava (1919–1925)
- Mihovil II. Pušić (1926–1968)
- Celestin Bezmalinović (1968–1989)
- Slobodan Štambuk (1989–2018)
- Petar Palić (2018–2020)
- Ranko Vidović (seit 2021)